# Mary Tsingou
Mary Tsingou Menzel (Milwaukee, 14 de outubro de 1928 é um Lista de mulheres matemáticas estadunidense
Mary Tsingou estudou na University of Wisconsin System, onde obteve o bacharelado em 1951, e na Universidade de Michigan, onde obteve o mestrado em 1955. Seguindo conselhos de uma de suas professoras foi em 1952 para o Laboratório Nacional de Los Alamos, pois lá em razão da Guerra da Coreia estavam sendo contratadas mulheres. Trabalhou inicialmente no grupo de Rudolf Peierls, onde executou cálculos manuais, indo logo em seguida para o grupo de Nicholas Metropolis, a fim de trabalhar no novo computador MANIAC I.
Em 1953 realizou no MANIAC I os cálculos para o Experimento de Fermi-Pasta-Ulam-Tsingou, uma das primeiras simulações numéricas executadas com um computador. Apesar de sua conribuição inovadora, não foi notada como autora, por não ter-se envolvido na publicação do experimento.
Em 1958 casou com Joseph Menzel.